# Tlalnelhuayocan (municipalité)
La municipalité de Tlalnelhuayocan est l'une des 212 municipalités de l'État de Veracruz, et est située dans la partie centrale de cet État. Située à l'ouest du golfe du Mexique, la municipalité est assise sur les contreforts de la Sierra Madre orientale, et se trouve à cheval entre deux bassins versants, celui du fleuve Río Antigua au sud, et celui du fleuve Río Actopan au nord. Son chef-lieu est la ville éponyme de Tlalnelhuayocan. Elle fait partie de la "Zona metropolitana de Xalapa", aire urbaine qui regroupe autour de la ville de Xalapa les municipalités faisant partie de sa sphère d'influence. Elle appartient également à la région administrative de Capital, qui est une des 10 subdivisions administratives de l'État de Veracruz, et qui comprend la capitale étatique, Xalapa.

## Géographie
La municipalité de Tlalnelhuayocan s'étend du nord au sud entre les bassins versants, celui du fleuve Río Antigua au sud, et celui du fleuve Río Actopan au nord. Elle est limitée au nord par la rivière Río Sedeño, affluente du fleuve Río Actopan, et est traversée plus au sud par la rivière Río Sordo, qui forme pour partie sa limite orientale, puis par la rivière Río Pixquiac, affluente du Río Sordo, qui elle-même un affluent direct du fleuve Río Antigua. Assise sur les contreforts de la chaîne de montagnes de la Sierra Madre orientale, son altitude oscille entre 1300 et 2000 mètres. Son chef-lieu, la ville éponyme de Tlalnelhuayocan, se trouve dans les confins nord de son territoire, en situation de conurbation avec la ville de Xalapa. Ce territoire couvre une superficie de 36,6 km2, et était peuplé en 2020 de 19 664 habitants, pour une densité de 537,1 habitants par km2.
Cette municipalité fait partie de la Zona metropolitana de Xalapa (es), qui est composée des municipalités de Banderilla, Coatepec, Coacoatzintla, Emiliano Zapata, Xalapa, Jilotepec, Rafael Lucio, Tlalnelhuayocan et Xico, regroupant une population totale de 789 157 habitants.
Elle est limitrophe au nord des municipalités de Banderilla et Rafael Lucio, à l'ouest de celle d'Acajete, au sud de celle de Coatepec, et à l'est de celle de Xalapa.

## Composition et démographie
La municipalité était composée en 2020 de 38 localités, dont 2 étaient considérées comme urbaines, les autres étant rurales.
| Localité                       | Population |
| ------------------------------ | ---------- |
| Guadalupe Victoria             | 7128       |
| Otilpan                        | 2597       |
| San Antonio Hidalgo            | 1141       |
| Tlalnelhuayocan                | 1129       |
| Carolino Anaya (Espina Blanca) | 968        |
| Reste des localités            | 6701       |
| Total population               | 19 664     |

En plus de l'espagnol, plusieurs langues amérindiennes sont parlées dans la municipalité, dont les principales sont par ordre d'importance : le huastèque, le nahuatl, le totonaque, le chinantèque, et le Mazahua.

## Économie

### Agriculture et élevage
La superficie des parcelles semées représentait en 2021 une surface totale de 450 hectares, parmi lesquels 322 hectares étaient voués à la culture du maïs, 83 hectares étaient voués à la culture de la pomme de terre, et 45 hectares étaient voués à celle du haricot.
En 2021, la production de viande par tonnes comprenait 9,2 tonnes de viande bovine, 81,4 tonnes de viande porcine, 13,4 tonnes de viande ovine, 1,2 tonne de viande caprine, 29,6 tonnes de volailles, et 4,6 tonnes de dinde. La superficie vouée à l'élevage représentait alors 425 hectares.